# Ruset Peak
Der Ruset Peak (englisch; bulgarisch връх Русет wrach Russet) ist ein 1600 m hoher Berg im westantarktischen Ellsworthland. Im südöstlichen Abschnitt der Sentinel Range im Ellsworthgebirge ragt er als eine Erhebung der Petvar Heights 8,6 km östlich des Miller Peak, 8,1 km südlich des Long Peak und 2,52 km nördlich des Malkoch Peak auf. Der Carey-Gletscher liegt westlich, der Diwdjadowo-Gletscher nördlich und der Rutford-Eisstrom östlich von ihm.
US-amerikanische Wissenschaftler kartierten ihn 1988. Die bulgarische Kommission für Antarktische Geographische Namen benannte ihn 2011 nach dem bulgarischen Kartographen Aleksandar Russet (1810–1861).